# Der Zürich-Krimi: Borchert und die letzte Hoffnung
Borchert und die letzte Hoffnung ist ein Fernsehfilm aus der Kriminalfilmreihe Der Zürich-Krimi aus dem Jahr 2018. Er wurde im Auftrag von ARD Degeto für das Fernsehprogramm Das Erste produziert. Die dritte Folge der Filmreihe wurde am 8. Februar 2018 erstgesendet.

## Handlung
Während eines nächtlichen Einsatzes kämpfen zwei Notärzte in einem durch Zürich rasenden Rettungswagen vergeblich um das Leben einer jungen Frau. Als die Patientin Sophie Schütz während der Fahrt verstirbt, informiert der Rettungswagenfahrer, ohne dass die Notärzte es mitbekommen, jemanden telefonisch über ihren Tod, nachdem er das Fenster zum hinteren Teil des Wagens geschlossen hat. Am nächsten Morgen wird Borchert, der neben seinem Haus in einem Wohnwagen übernachtet hat, von Mitarbeitern eines Umzugsunternehmens geweckt. Er weist diese an, seine Möbel in den Umzugswagen zu laden. Einige von Borcherts Sachen werden zur Kanzlei von Dominique Kuster gebracht, wo die Anwaltsgehilfin Regula Gabrielli den Mitarbeitern des Umzugsunternehmens Anweisungen zur Positionierung der Möbelstücke gibt – unter anderem Borcherts Chaiselongue, auf der er sich niederlässt, nachdem auch er in Kusters Kanzlei eingetroffen ist. In einem luxuriösen Bungalow wird währenddessen der schwer an Multipler Sklerose erkrankte Architekt Anton Schneider von heftigen Krämpfen geschüttelt. Seine Frau Louise umsorgt ihn liebevoll, kann aber nicht viel für ihn tun. Nachdem sich die Eheleute voneinander verabschiedet haben, verabreicht sie Anton Schneider eine selbst zubereitete Lösung und er verstirbt. Kurz darauf trifft Viola Schneider, eine Bankerin aus Bern, beim Haus ihrer Eltern ein und nimmt die Nachricht vom Tod ihres Vaters nicht gut auf. Sie ruft Dr. Markus Hoffer an, den Arzt ihres Vaters, und macht ihm schwere Vorwürfe. Ihrer Ansicht nach hätte der Klinikarzt dafür sorgen müssen, dass Anton Schneider stationär aufgenommen wird. Der Neurologe beteuert, dass seiner Erkenntnis nach der Zustand ihres Vaters nicht so besorgniserregend gewesen wäre und wundert sich, dass er nicht vom Ehepaar Schneider kontaktiert wurde. Viola Schneider deutet an, dass sie einen Behandlungsfehler Hoffers vermutet und droht dem Arzt mit rechtlichen Konsequenzen.
Viola und Louise Schneider suchen Dominique Kuster auf, übergeben ihr einen USB-Stick mit Anton Schneiders Krankenakte, und bitten sie, eine Klage gegen Markus Hoffer einzureichen, dessen Therapie, die im Wesentlichen auf der Verabreichung von Cortison basierte, sie als fehlerhaft und ungenügend ansehen. Borchert, der dabei steht und von Dominique Kuster als Kollege vorgestellt wurde, hat den Eindruck, dass Kuster mit der Übernahme des Mandats zögert. Als er sie in einem Nebenraum zur Rede stellt, gibt sie ihr Zögern zu – der Grund ist, dass ihr Vater, Reto Zanger, der Verteidiger von Markus Hoffer ist. Borchert ermuntert Dominique Kuster, den Fall trotzdem zu übernehmen. Daraufhin fordert sie ihn auf, die Schneiders selbst zu vertreten, erwähnt aber sofort, dass Borchert sich noch nicht in das Anwaltsregister eingetragen habe. Borchert weist anschließend darauf hin, dass er vor Kurzem zu zwei Jahren auf Bewährung verurteilt wurde. Dann nimmt er den USB-Stick mit Anton Schneiders Krankenakte an sich und verlässt die Kanzlei. Später am Tag trifft Dominique Kuster sich mit ihrem Vater. Auch Reto Zanger ermuntert sie, den Fall zu übernehmen, weist sie aber auch darauf hin, dass für Anton Schneiders Arzt nur eine Verurteilung zu erwarten ist, wenn ihm ein Behandlungsfehler eindeutig nachgewiesen wird. Borchert sucht währenddessen Dr. Marlene Vogt, eine befreundete Ärztin, auf und bittet sie, sich die Krankenakte von Anton Schneider anzusehen. Sie weist Borchert darauf hin, dass es wichtig wäre, sich über eine mögliche erhebliche körperliche Veränderung Schneiders zu informieren, um einen Ansatzpunkt für einen Hinweis auf eine Fehlbehandlung zu erhalten. Daraufhin sucht Borchert das Wohnhaus der Schneiders auf, wo er Viola und Louise Schneider antrifft. Währenddessen durchsucht der Rettungswagenfahrer die Wohnung der verstorbenen Sophie Schütz und entwendet dort einige Medikamente. Dann informiert er seinen Auftraggeber telefonisch darüber, dass alle Spuren beseitigt seien, es keine Angehörigen gibt und die Wohnung in den nächsten Tagen aufgelöst wird.
Borchert erfährt von Louise Schneider, dass ihr Mann den gemeinsamen Bungalow entworfen habe. Dennoch beabsichtigt sie, dort wohnen zu bleiben. Als Borchert vorschlägt, den Körper zur Absicherung der Klage zu obduzieren, lehnt Louise Schneider diese Maßnahme jedoch ab. Daher bittet Borchert etwas später am Tag Polizeihauptmann Marco Furrer, sich mit ihm die Leiche anzusehen, was dieser seinerseits mit Hinweis auf den normalen Dienstweg ablehnt. Daraufhin sucht Borchert alleine das Bestattungsinstitut auf, in dem Anton Schneider aufbewahrt wird. Unter dem Vorwand, sich über die eigene Bestattung informieren zu wollen, verschafft Borchert sich Zugang zu der Leiche und fotografiert einige verdächtige Flecken, die sich an Anton Schneiders Körper zeigen. Am Abend spricht Markus Hoffer mit dem Klinikleiter Professor Robert Maibach, unter dem er seit zehn Jahren arbeitet. Er bittet ihn um ein Gutachten im Hinblick auf die Behandlung Anton Schneiders. Robert Maibach willigt ein und weist Markus Hoffer darauf hin, dass er Aussicht auf die Chefarztstelle der neurologischen Klinik habe. Währenddessen trifft Borchert sich bei seinem Wohnwagen mit Marlene Vogt und zeigt ihr die Fotos. Der Internistin sagen die Flecken an Anton Schneiders Körper nichts, sie sagt aber zu, sich die Fotos zu Hause am Bildschirm anzusehen. Der Rettungswagenfahrer sucht unterdessen die Pathologie auf und eignet sich dort unter einem Vorwand die Leiche von Sophie Schütz an. Am nächsten Morgen treffen sich Markus Hoffer, Dominique Kuster und Borchert in der Kanzlei von Reto Zanger, um über das eventuell anstehende Verfahren zu sprechen. Als Borchert die Fotos präsentiert, streitet Markus Hoffer ab, davon Kenntnis zu haben und weist darauf hin, dass er Anton Schneider zuletzt vor sechs Wochen gesehen habe, da der Patient einen Folgetermin mit Hinweis auf sein verbessertes Wohlbefinden abgelehnt habe. Im Bungalow der Familie Schneider besprechen Viola und Louise Schneider die anstehende Trauerfeier. Als Mutter und Tochter telefonisch über die anstehende Obduktion unterrichtet werden, verlässt Louise erschüttert den Bungalow und sucht eine Kirche auf, wo sie sich Fotos ihres Mannes anschaut und mit einem Priester ins Gespräch kommt. Später am Tag treffen sich alle Beteiligten in der Pathologie, wo sie vom Ergebnis der Obduktion der Leiche Anton Schneiders unterrichtet werden. Der Pathologe schließt einen Behandlungsfehler Markus Hoffers als Ursache für Anton Schneiders Ableben aus. Die seltsamen Flecken wären auf eine Vergiftung zurückzuführen, so der Mediziner, die zu erheblichen Organschädigungen geführt hätten, für die aber weder Umweltgifte noch Schwermetalle ursächlich seien. Die eigentliche Todesursache war aber eine tödliche Dosis Pentobarbital. Daraus schließt der Pathologe, dass Anton Schneider Selbstmord begangen habe. Die aufgebrachte Viola Schneider wirft daraufhin Markus Hoffer vor, ihrem Vater das Schlafmittel verabreicht zu haben, um seine angebliche Fehlbehandlung zu vertuschen und verlässt wütend die Pathologie. Später am Tag konfrontiert sie auch Louise mit Vorwürfen. Zwischen Mutter und Tochter entwickelt sich ein Streitgespräch, bis Viola Schneider schließlich verärgert den elterlichen Bungalow verlässt. Im selben Augenblick trifft zufällig Borchert dort ein. Louise Schneider übergibt dem Anwalt ein Notizbuch, das ihr Mann als Schmerztagebuch verwendet und in dem er ausführlich den Verlauf seiner Multiple Sklerose-Erkrankung festgehalten hat. Kurze Zeit später trifft auch Polizeihauptmann Marco Furrer ein und verhaftet Louise Schneider wegen Verdachts auf Tötung ihres Mannes durch Vergiftung. In derselben Nacht stopft der Rettungswagenfahrer die Leiche von Sophie Schütz in ein Fass zur Entsorgung medizinischer Abfälle und sorgt dafür, dass der Körper in einen Lastwagen der Firma Medicas verladen wird.
Borchert sucht Markus Hoffer im Krankenhaus auf und konfrontiert ihn mit Unstimmigkeiten hinsichtlich der Angaben über Termine mit Anton Schneider. Aus dessen Schmerztagebuch ist ersichtlich, dass es viel mehr Arzttermine gegeben hatte, als in Markus Hoffers Dienstplan aufgeführt sind. Der Arzt bestreitet, dass es solche Termine gegeben hat und weist darauf hin, dass er zu den jeweiligen Zeitpunkten entweder nicht in Zürich, oder aber erkrankt gewesen sei. Als Markus Hoffer vom Klinikleiter Robert Maibach zu einem Gespräch gerufen wird, durchsucht Borchert unbemerkt das Büro des Arztes und findet einige Tonbänder mit Anton Schneiders Namen, die er an sich nimmt und später zu Hause anhört. Die Tonbänder enthalten Aufnahmen von Gesprächen zwischen Markus Hoffer und seinem Patienten, in denen sich die beiden unter anderem über alternative Therapiemethoden austauschen. Am nächsten Morgen versucht Dominique Kuster für Louise Schneider Haftverschonung zu erreichen. Als der Staatsanwalt mitteilt, dass er wegen der Vergiftungserscheinungen ermittelt, die der Körper Anton Schneiders aufweist, und dahingehend die Frau des Toten verdächtigt, lehnt die vorsitzende Richterin eine Haftverschonung ab. Darüber informiert Dominique Kuster Viola Schneider telefonisch. Währenddessen wird Borchert in der Sauna angegriffen und kann sich nur knapp davor bewahren, eine Treppe hinunter zu stürzen, wobei er sich die Hand verletzt. Kurze Zeit später spricht er gemeinsam mit Regula Gabrielli in Anton Schneiders Architekturbüro vor und erhält Einsicht in dessen geschäftliche Unterlagen. Die Firma läuft derzeit nicht gut und die beiden finden heraus, dass Anton Schneiders Papiere nachlässig geführt wurden. Zudem trifft eine Anzeige wegen Falschparkens vor einer Adresse in Basel ein, die Regula Gabrielli sofort recherchiert: es handelt sich um die Adresse der Firma Medicas, die Arzneimittel herstellt. Borchert fährt nach Basel und konfrontiert Bernd Kübler, den Geschäftsführer der Medicas, mit seinen Erkenntnissen. Nach einigem Zögern gibt dieser zu, dass Anton Schneider zweimal bei der Medicas gewesen ist, aber nicht an einer Studie teilgenommen habe. Als Borchert im Foyer der Firma auf eine Probandengruppe aufmerksam wird, unterbricht er die Medikamentenausgabe und zeigt das Foto des toten Anton Schneider herum. Daraufhin wird er von Security-Mitarbeitern aus dem Gebäude geführt. Aus dem Taxi auf der Fahrt zurück nach Zürich bittet er Marlene Vogt um eine Liste aktueller Todesfälle in Zürich. Zudem erzählt er ihr von seinem Verdacht, dass Anton Schneider im Verlauf einer Teilnahme an einer Studie der Medicas verstorben sei. Zurück in der Kanzlei werden Dominique Kuster und Borchert von Viola Schneider darüber informiert, dass Anton Schneider seine Firma mit einem sehr ungünstig verzinsten Kredit in Höhe von 300.000 Franken belastet habe. Diese Summe hat er sich anschließend unmittelbar auszahlen lassen. Die beiden Anwälte konfrontieren Markus Hoffer in Reto Zangers Kanzlei mit ihren Erkenntnissen, doch dieser behauptet weiterhin, von nichts zu wissen. Inzwischen hat Regula Gabrielli herausgefunden, dass in den gängigen neurologischen Fachzeitschriften noch keine Ankündigung der Studie der Medicas zu finden ist. Dies bestärkt Borchert in seinem Verdacht gegen Markus Hoffer. Er sucht wieder den Bungalow der Schneiders auf, wo er Viola Schneider antrifft. Er übergibt ihr das Schmerztagebuch ihres Vaters und findet im Badezimmer der Schneiders eine Schachtel mit Ampullen, von denen einige Dosen fehlen. Währenddessen befragt Dominique Kuster die Witwe im Untersuchungsgefängnis. Louise Schneider hatte ihrer Aussage nach keine Kenntnis von der experimentellen Therapie und wusste auch nichts von dem hohen Kredit. Indem sie ein Dokument unterschreibt, dass ihr von Dominique Kuster in der Zelle vorgelegt wird, hofft die Anwältin, den Vorwurf der Staatsanwaltschaft entkräften zu können.
Währenddessen sitzt Borchert in einem Taxi, das vom Rettungswagenfahrer gesteuert wird. Der Fahrer kommt Borchert verdächtig vor, so dass er einen Hustenanfall vortäuscht um sich zu einer Nachtapotheke fahren zu lassen und das Taxi verlassen zu können. Allerdings versucht der Rettungswagenfahrer den Anwalt vor der Apotheke zu überfahren. Der Anschlag misslingt aber, da Borchert sich mit einem Sprung von der Münsterbrücke retten kann. In dieser Nacht übernachtet Borchert in der Polizeistation, wo er nach Vermittlung durch Marco Furrer eine Zelle zur Verfügung gestellt bekommen hat. Am nächsten Morgen unterrichtet der Polizeihauptmann den Anwalt über die Ergebnisse der KTU des Taxis. Dieses war als gestohlen gemeldet worden, allerdings finden sich keine verwertbaren Spuren. Borchert zögert zunächst, Marco Furrer auf den aktuellen Stand seiner Ermittlungen zu bringen, berichtet ihm dann aber doch über seinen Verdacht gegen den behandelnden Arzt von Anton Schneider, den er der Bestechlichkeit verdächtigt. Beide halten es für wenig naheliegend, dass Anton Schneider direkt an die Medicas gezahlt hat – es sei denn, es gäbe bereits ein fertiges Präparat ohne Marktzulassung. Borchert sucht  daher zusammen mit Dominique Kuster deren Vater Reto Zanger auf, der einmal als Justiziar der Behörde für Medikamentenzulassung tätig war und noch entsprechende Kontakte hat. Er unterrichtet beide über den Abbruch des Zulassungsverfahrens eines Präparates der Medicas, das erhebliche Nebenwirkungen zeigte, die mit den Schädigungen übereinstimmen, die Anton Schneiders Leiche aufwies. Allerdings wäre eine Blutprobe notwendig, um nachzuweisen, dass Anton Schneider das Medikament auch eingenommen hat. Telefonisch erreicht Dominique Kuster Polizeihauptmann Furrer, der die Witwe bei Anton Schneiders Begräbnis bewacht. Er kann die Einäscherung gerade noch stoppen und veranlasst eine Blutabnahme, die allerdings ergebnislos bleibt. Inzwischen ist Marlene Vogt bei ihrer Recherche auf den Fall Sophie Schütz gestoßen, eine MS-Patientin, die vor Kurzem verstorben ist, deren Leiche aber verschwunden ist. Borchert lässt sich erneut nach Basel fahren, wo er den Geschäftsführer der Medicas, Bernd Kübler, mit seinen Ergebnissen konfrontiert. Der lehnt jedoch mit Hinweis auf seine Weisungsgebundenheit gegenüber dem Aufsichtsrat der Medicas eine Kooperation ab, woraufhin Borchert ihm intensiv ins Gewissen redet. Schließlich stellt Bernd Kübler sich der Polizei und macht eine umfassende Aussage. Inzwischen ist es Marco Furrer gelungen, den Rettungswagenfahrer anhand von Videoaufzeichnungen aus der Sauna zu identifizieren. Zurück in Zürich erkennt Borchert diesen im Verlauf einer Gegenüberstellung als den verdächtigen Taxifahrer. Reto Zanger trifft sich mit Markus Hoffer beim Krankenhaus und rät ihm nachdrücklich, seine Vergehen zuzugeben, doch dieser lehnt entschieden ab. Als sein Anwalt ihm offenbart, dass viele Spuren in die Klinik führen, eilt der verstörte Neurologe zurück ins Gebäude und sucht Robert Maibach auf. Markus Hoffer konfrontiert seinen Klinikleiter mit dessen Verwicklung in den Fall, was er anhand einer Spendernierenempfängerliste untermauert, auf der Anton Schneider auf die erste Stelle gerückt wurde, was nur von Robert Maibach hätte veranlasst werden können. Als Markus Hoffer zum Telefon greift, um die Klinikverantwortlichen darüber zu informieren, schlägt Robert Maibach ihn nieder. Der Klinikchef versucht zu fliehen, wird aber in der Tiefgarage von Borchert gestellt und von der hinzukommenden Polizei verhaftet. Dominique Kuster und Borchert bieten anschließend der nun entlasteten Louise Schneider an, sie aus dem Gefängnis nach Hause zu bringen, überlassen dies aber Viola Schneider, die hinzukommt und sich mit ihrer Mutter versöhnt. Als Borchert zu seinem Wohnwagen zurückkehrt, wartet dort bereits Marlene Vogt auf ihn.

## Drehbuchfehler
Auf der Fahrt zu der Nachtapotheke weist Borchert den ihm verdächtigen Taxifahrer an, zum Münsterplatz zu fahren. Herausgelassen wird er jedoch auf dem Münsterhof – einen Münsterplatz gibt es in Basel, aber nicht in Zürich.

## Hintergrund
Der Film wurde vom 19. April 2017 bis zum 18. Juni 2017 an Schauplätzen in Zürich sowie in der tschechischen Hauptstadt Prag gedreht.

## Kritik
Für die Kritiker der Fernsehzeitschrift TV Spielfilm war Borchert und die letzte Hoffnung ein „perfider Fall, souverän inszeniert und gespielt“. Sie bewerteten den Film mit dem Daumen nach oben.